# Corpuscularia lehmannii
Corpuscularia lehmannii là một loài thực vật có hoa trong họ Phiên hạnh. Loài này được (Eckl. & Zeyh.) Schwantes mô tả khoa học đầu tiên năm 1926.